# Murder on the Mississippi
Murder on the Mississippi: The Adventures of Sir Charles Foxworth ist ein Point-and-Click-Adventure aus dem Jahre 1986, das von der US-Firma Activision für die Heimcomputer Commodore 64 und Apple II entwickelt und veröffentlicht wurde.

## Handlung
Der Spieler übernimmt die Rolle des Detektivs Sir Charles Foxworth, der im späten 19. Jahrhundert die Vereinigten Staaten bereist. Ihm zur Seite steht sein Diener Regis. Auf einer Schiffsreise mit einem Schaufelraddampfer entdecken die beiden eine Leiche, deren Mörder es zu finden gilt und der sich unter den acht Mitreisenden befinden muss. Es gilt, den Mord vor der Ankunft des Dampfers in New Orleans in drei Tagen aufzuklären. Die Lösung des Falls wird dadurch erschwert, dass alle Mitreisenden in unterschiedlichen Beziehungen zum Toten standen. Die Handlung des Spieles erinnert stark an den Roman Der Tod auf dem Nil der Krimi-Autorin Agatha Christie.

## Spielprinzip und Technik
Es handelt sich um ein Point-and-Click-Adventure im Genre Krimi. Das Spiel wird, wie bei Adventures dieser Generation üblich, aus der 3. Person verfolgt und konnte bereits ohne Tastatur gespielt werden; die Bewegung durch die Örtlichkeiten des Spiels erfolgt per Joystick, Kommandos werden per Joystick ausgewählt. Die Spurensuche erfolgt durch das Durchsuchen von Kabinen des Schiffs sowie menügesteuerte Gespräche mit den Mitreisenden. Aus Gesprächen und Untersuchungen gewonnene Erkenntnisse werden automatisch in einem spielinternen Notizbuch festgehalten.

## Produktionsnotizen
Ins Japanische übersetzte Portierungen wurden vom Publisher Jaleco für die Plattformen NES (1986) und MSX2 (1987) veröffentlicht. Das Spiel ist auch in einer Version mit deutschen Bildschirmtexten erschienen. Die Übersetzung wurde von Boris Schneider-Johne in Eigeninitiative ohne Zugriff auf den Quelltext per Hex-Editor angefertigt; Schneider-Johne ließ die fertige Version dann dem Publisher Activision zukommen.

## Rezeption
Das deutsche Magazin Happy Computer lobte Steuerung, Grafik und die deutsche Übersetzung. Kritisiert wurde die mangelnde Komplexität des Spiels. In der Rezension urteilte Redakteur Boris Schneider-Johne, die Übersetzung sei „bis auf einige kleine Rechtschreibfehler recht gut gelungen“, wobei er verschwieg, dass er die Übersetzung selbst angefertigt hatte. Die ASM fühlte sich beim Protagonisten des Spiels an die Romanfigur Lord Peter Wimsey erinnert. Redakteur Manfred Kleimann stellte das innovative Spielkonzept heraus, das einen „neuen Adventure-Typ“ darstelle.